# Breitenwiesen
Breitenwiesen ist ein Weiler in der Gemarkung Knoden der Gemeinde Lautertal im südhessischen Landkreis Bergstraße. Auch heute noch ist der kleine Ort durch landwirtschaftliche Betriebe geprägt.

## Geographische Lage
Breitenwiesen liegt im Vorderen Odenwald im Quellgebiet eines Baches in einer als flache Mulde ausgeformten landwirtschaftlich genutzten Hochfläche und südöstlich der Kerngemeinde Reichenbach. Der Weiler besteht im Wesentlichen aus einigen Bauernhöfen.
Die nächstgelegenen Ortschaften sind im Nordwesten Reichenbach, im Norden Raidelbach, im Nordosten Kolmbach, im Südosten Glattbach und im Süden Schannenbach und Seidenbuch.

## Geschichte

### Ortsgeschichte
Breitenwiesen entstand im Gebiet der ehemaligen Mark Heppenheim die ein Verwaltungsbezirk des Frankenreichs bezeichnete.  Am 20. Januar 773 schenkte Karl der Große die Stadt Heppenheim nebst dem zugehörigen Bezirk, der ausgedehnten Mark Heppenheim, dem Reichskloster Lorsch. Nach langen Streitigkeiten konnten sich die Kurpfalz und das Erzbistum Mainz Anfang des 14. Jahrhunderts über das Erbe aus dem Lorscher Abtei einigen und die pfälzer Teile wurden durch die Amtsvogtei Lindenfels verwaltet.
Die erste Erwähnung des Ortes findet der Ort unter dem Namen Breydenwisen  1398, als Pfalzgraf Ruprecht I. dem Schenken Eberhard von Erbach mit einem halben Hof in Breitenwiesen belehnt. Der pfälzer Ort war also zu dieser Zeit bereits ein Lehen an die Schenken von Erbacher. Da es im Grenzgebiet zwischen der Kurpfalz und der Grafschaft Erbach mehrere Vorfälle durch die unübersichtliche Gebietszugehörigkeit gab, einigten sich am 4. Juni 1561 der pfälzer Kurfürst Friedrich III. mit den Brüdern Georg, Eberhard und Valentin, Grafen von Erbach, über einen Gebietstausch. Dadurch kamen die zu pfälzer Thalzent gehörigen Dörfer Lautern, Gadernheim und Reidelbach, sowie der Anteil an Reichenbach an die Grafschaft Erbach und die erbachischen Dörfer Mittershausen, Mitlechtern, Scheuerberg, Schannenbach, Knoden, Breitenwiesen sowie Oberlaudenbach an die Pfalz. Dort bildeten sie die Neu-Zent des Amts Lindenfels. Bis 1737 unterstand Lindenfels dem Oberamt Heidelberg, danach wurde Lindenfels ein selbständiges Oberamt der „Pfalzgrafschaft bei Rhein“ (im „Kurfürstentum Pfalzbayern“ ab 1777).
Die Gerichtsbarkeit über Breitenwiesen lag anfangs in Heppenheim, wo die Hohe Gerichtsbarkeit über „Diebstahl, Mordgeschrei, Steinwurf, Räuber und Ketzerei“ bis 1714 blieb. Dagegen wird durch Urkunden bewiesen, dass die Neu-Zent bereits 1613 bestand und dass 1665 Rechtssachen  an das Zentgericht in Mittershausen und von da an das kurpfälzische Hofgericht appelliert wurden.
1613 hatte Breitenwiesen »4 Hausgesäße und 6 Huben 4 Männer und 3 Weiber als Leibeigne.« Im Jahr 1784 wird Breitenwiesen als ein Weiler von drei Häusern beschrieben. Die Gemarkung enthielt nur 117 Morgen Landes. Der hier aus drei Brunnquellen entspringende Bach wurde Thalbach genannt (der heutige Schlierbach), nach dem die im Nachbarort Glattbach beginnende Thal-Zent ihren Namen hatte. Den großen Zehnten bezogen das Domkapitel zu Mainz zwei und der Herr von Dalberg ein Teil. Vom kleinen Zehnten erhielten diese ein Drittel und der Pfarrer zu Reichenbach zwei Drittel.
Das ausgehende 18. und beginnende 19. Jahrhundert brachte Europa weitreichende Änderungen. Infolge der Napoleonischen Kriege wurde das Heilige Römische Reich (Deutscher Nation) durch den Reichsdeputationshauptschluss von 1803 neu geordnet und hörte mit der Niederlegung der Reichskrone am 6. August 1806 auf zu bestehen. Durch diese Neuordnung und Auflösung der Kurpfalz kam das Oberamt Lindenfels und mit ihm Breitenwiesen zur Landgrafschaft Hessen-Darmstadt. Im weiteren Verlauf der Geschichte wird Breitenbach als ein Teil der Gemarkung Knoden geführt.
Im Rahmen der Gebietsreform in Hessen wurde am 1. August 1972 die Gemeinde Knoden mit der Siedlung Breitenwiesen in die Gemeinde Lautertal eingegliedert.

### Verwaltungsgeschichte im Überblick
Die folgende Liste zeigt die Staaten und Verwaltungseinheiten, denen Breitenwiesen angehört(e):
- vor 1561: Heiliges Römisches Reich, Grafschaft Erbach
- ab 1561: Heiliges Römisches Reich, Pfalzgrafschaft bei Rhein, Oberamt Heidelberg, Amt Lindenfels, Neue Zent
- ab 1737: Heiliges Römisches Reich, Pfalzgrafschaft bei Rhein, Oberamt Lindenfels, Neue Zent
- ab 1777: Heiliges Römisches Reich, Kurfürstentum Pfalzbayern (durch Erbfall), Pfalzgrafschaft bei Rhein, Oberamt Lindenfels, Neue Zent
- ab 1803: Heiliges Römisches Reich, Landgrafschaft Hessen-Darmstadt,[Anm. 2] Fürstentum Starkenburg, Amt Lindenfels
- ab 1806: Großherzogtum Hessen,[Anm. 3] Fürstentum Starkenburg, Amt Lindenfels
- ab 1812: Großherzogtum Hessen, Fürstentum Starkenburg, Amt Bensheim
- zum weiteren Verlauf siehe Knoden

### Historische Beschreibungen
Im Versuch einer vollständigen Geographisch-Historischen Beschreibung der Kurfürstl. Pfalz am Rheine findet sich 1786 über Breitenwiesen:

„Breitenwiesen. Ist nur ein Weiler von drei Häusern, eine Stunde von Lindenfels westwärts
gelegen; dessen Nachbaren gegen Ost das Kurmainzische Dorf Kollenbach; gegen Süd Schannenbach
und Reilbach; gegen West Grünau und Hohenstein, so beide Erbachisch; gegen Norden Knoden sind.
Es hatten solches die Grafen von Erbach vormals mit nachfolgendem zu Afterlehen gegeben. Anna von Bikenbach, des Schenken Konrads von Erbach Gemahlin, brachte beide Orte im J. 1451 von Hannsen
von Erlikeim um 400 ft. kaufweis wieder an sich, wodurch das Lehen wieder ergänzet ward.
Breitenwiesen kam erst durch den Tausch vom J. 1561 an die Pfalz zurück. In dieser nur 117 M. Landes starken Gemarkung entspringet aus drei Brunnquellen die Thalbach (heute Schlierbach), und
flieset nach Gladbach. Oberhalb ziehet die von Reichelsheim nach Bensheim führende Landstraße vorbei.
Am großen Zehnten beziehet das Domkapitel zu Mainz zwei, und der Freiherr von Dalberg ein Drittel; am kleinen aber beide miteinander ein Drittel, und der Luther. Pfarrer zu Reichenbach zwei Drittel.“

Über dieser gemeinsame Recht der Nutzung des Bensheimer Markwaldes schreibt C.F.M.L. Marchand: „Am 22. Sept. 1615 gab Pfalzgraf Friedrich eine Märkergerichtsordnung für die Bensheimer Markwaldungen zur Beseitigung der dieserhalb zwischen Bensheim, Gronau, Zell, Schannenbach, Knoden und Breitenwiesen bestandenen Irrungen. Zu dem Märkergericht stellte Bensheim den Schultheißen und 4 Mann, Gronau und Zell je 1 Mann, Schannenbach Knoden und Breitenwiesen 1 Mann zusammen. Die gemeinschaftlichen Waldungen bestanden aus dem Zellerholz (Vorderwald), Eselberg Kesselberg, Dengelberg, Schülberg und Knodelberg. Bensheim und Gronau hatten die beiden ersten allein. In der Mitte des 17. Jahrhunderts, nachdem die Sache vorher schon im Hofgericht zu Heidelberg streitig gelegen, bestanden noch mancherlei Dissidien, wegen der von Bensheim behaupteten Obermärkerschaft, des Steinsatzrechtes usw.“
Die Statistisch-topographisch-historische Beschreibung des Großherzogthums Hessen berichtet 1829 über Breitenwiesen:

„Breitenwiesen (L. B. Lindenfels) Weiler, liegt 1 1/4 St von Lindenfels und hat 5 Häuser und 37 Einw., unter denen sich 11 Luth. und 26 Reform. befinden. Die schenken von Erbach hatten diesen Ort vormals zu Afterlehen geben. Des Schenken Conrad Gemahlin Anna von Bickenbach brachte denselben 1451 von Hans von Erlikheim durch Kauf wieder an sich. Erst 1561 kam Breitenwiesen durch Tausch an die Pfalz zurück. Im Jahr 1802 kam der Ort an Hessen.“

Im Neuestes und gründlichstes alphabetisches Lexicon der sämmtlichen Ortschaften der deutschen Bundesstaaten von 1845 heißt es:

„Breit(en)wiesen b. Lindenfels. — Dorf, zur evangel. Pfarrkirche Schlierbach und kathol. Pfarrkirche Lindenfels
gehörig. — 5 H. 37 E. — Großherzogthum Hessen. — Prov. Starkenburg. — Kr. Heppenheim. — Landger. Fürth. —
Hofgericht Darmstadt. — Das Dorf Breitenwiesen, 1 1/4 St. von Lindenfels, ist im Jahre 1802 an Hessen gekommen.“

## Verkehr
In Hundert Meter Entfernung nördlich an Breitenwiesen vorbei geht die Kreisstraße K 55, die bei Gadernheim von der als Nibelungenstraße bekannten Bundesstraße 47 abzweigt und nach Knoden und Schannenbach führt.